# Kate Hornsey
Kate Hornsey (Hobart, 19 ottobre 1981) è un'ex canottiera australiana.

## Palmarès

### Olimpiadi
- 1 medaglia:
  - 1 argento (Londra 2012 nel due senza)

### Mondiali
- 7 medaglie:
  - 3 ori (Gifu 2005 nel W4-; Gifu 2005 nel W8+; Eton 2006 nel W4-)
  - 2 argenti (Karapiro 2010 nel W4-; Bled 2011 nel W4-)
  - 2 bronzi (Eton 2006 nel W8+; Bled 2011 nel W2-)